# Marcel Jousse
Marcel  Jousse (Beaumont-sur-Sarthe, 28 de julio de 1886 - Fresnay-sur-Sarthe, 14 de agosto de 1961) fue un historiador e investigador francés, creador de la llamada antropología del gesto. 

## Trayectoria
Marcel Jousse, de origen campesino, se ordenó sacerdote en 1912, y entró en la Campañía de Jesús en 1913. Tuvo una excelente formación en ciencias sociales: fue alumno de Marcel Mauss, de Pierre Janet, de Georges Dumas, y de Jean-Pierre Rousselot. Trabajó al lado de los grandes sabios de su tiempo y éstos reconocieron su valor excepcional.
Desde 1931, dio clases en la Sorbona; enseñó hasta 1957. En 1932 le dan la cátedra de antropología lingüística en la École d'anthropologie, de París, donde estuvo hasta 1951. Enseñó además en la École pratique des hautes études, hasta 1945, sobre la historia del cristianismo.
Es el iniciado de la llamada antropología del gesto, que estudia la relación del gesto con los mecanismos del conocimiento, la memoria y la expresión. Su indagación se elaboró a partir del estudio de los modos del estilo oral, desde perspectivas históricas, geográficas, y sociológicas.
Confrontó sus investigaciones con figuras destacadas (de las que había sido alumno): el sociólogo Marcel Mauss, el psicólogo Pierre Janet, Georges Dumas, Jean-Pierre Rousselot, que fue el creador de la fonética experimental.
Su enseñanza fue esencialmente oral, y solo publicó una quincena de pequeñas memorias científicas. Pero escribía sus cursos y al final de su vida empezó a preparar su síntesis: L'Anthropologie du geste (Gallimard, 1974) que Gabrielle Baron publicó tras su muerte.

### Publicaciones
- Études de psychologie linguistique. Le style oral rythmique et mnémotechnique chez les verbomoteurs. Archives de philosophie, Vol. II, C. IV, 1925. París, Gabriel Beauchesne, 1925, 242 p. Disponible en la red
- La pensée et le geste. 1 : le geste mimique corporel et manuel. Le manuscrit autographe, 1927
- Études sur la psychologie du geste. Les rabbis d'Israël. Les récitatifs rythmiques parallèles. I Genre de la maxime, París, Spes, 1930
- Méthodologie de la psychologie du geste. Revue des cours et conférences, n° 11, 15 de mayo de 1931, p. 201-218
- Les Lois psycho-physiologiques du Style oral vivant et leur utilisation philologique. L'Ethnographie, n° 23, 15 de abril de 1931, p. 1-18
- Henri Bremond et la psychologie de la lecture. In memoriam. Revue des cours et conférences, diciembre 1933
- Du mimisme à la musique chez l'enfant, París, Geuthner, 1935.
- Mimisme humain et psychologie de la lecture, París, Geuthner, 1935
- Mimisme humain et style manuel, París, Geuthner, 1936
- Les outils gestuels de la mémoire dans le milieu ethnique palestinien : Le Formulisme araméen des récits évangéliques. L'Ethnographie, n° 30, 15 de diciembre de 1935, p. 1-20
- Le mimisme humain et l'anthropologie du langage. Revue anthropologique, julio-septiembre 1936, p. 201-215.
- Le bilatéralisme humain et l'anthropologie du langage. Revue anthropologique, abril-septiembre 1940, p. 2-30
- Judahen, Judéen, Judaïste dans le milieu ethnique palestinien. L'Ethnographie, n° 38, 1946, p. 3-20
- Père Fils et Paraclet dans le milieu ethnique palestinien. L'Ethnographie, n° 39, 1941, p. 3-58
- Les formules targoumiques du Pater dans le milieu ethnique palestinien. L'Ethnographie, n° 42, année 1944, p. 4-51
- La manducation de la leçon dans le milieu ethnique palestinien. París, Geuthner, 1950
- Rythmo-mélodisme et rythmo-typographisme pour le style oral palestinien. París, Geuthner, 1952
- Du style oral breton au Style oral évangélique. (En Cahier Marcel Jousse n° 8, noviembre de 1996)

### Obra póstuma
Entre sus publicaciones póstumas:
- L'Anthropologie du Geste, París, Gallimard, 1974
- La Manducation de la Parole, Gallimard, 1975
- Le Parlant, la Parole et le Souffle, Gallimard, 1978

Estas obras se han reunido en un volumen: París, Gallimard-Tel, 2008.